# Oitaier

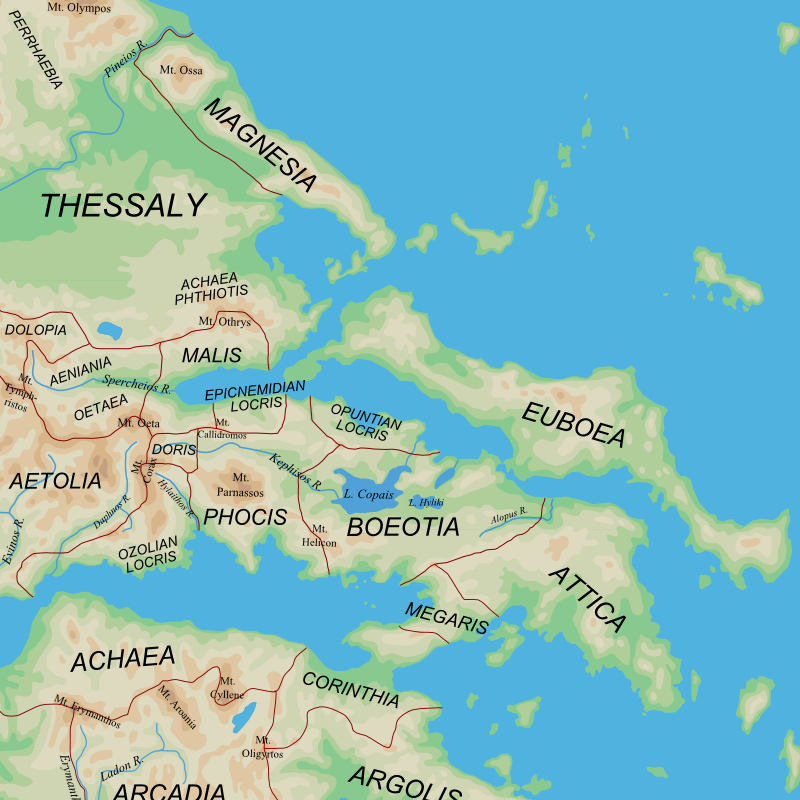
Lage von Oitaia
(Beschriftung: „OETAEA“)

Die Oitaier oder Oitäer (griechisch Οἰταίοι / Oitaioi) waren ein hellenisches Volk im antiken Griechenland, welches die nach ihm benannte Region Oitaia im Süden Thessaliens bewohnte.

## Geographie
Das Siedlungsgebiet erstreckte sich im Süden des Spercheios-Tals vom Tymphrestos bis zum malischen Busen. Die Gebirgsketten des Parnassos und des Oite grenzten Oitaia gegen die am Golf von Korinth gelegenen Landschaften ab.

## Geschichte und Politik
Die Oitaier stammten ursprünglich von Ainianen, Maliern und Dryopern ab, die sich in der Region zusammengefunden hatten. Ihre Wohnsitze lagen zu Anfang des 5. Jahrhunderts v. Chr. im oberen Asopos-Tal. Von hier aus fielen sie in die Gebiete der Trachinier und Dorier ein. Die Festung Herakleia soll in Folge von den Spartanern auf Drängen der Dorier gegründet worden sein, als Bollwerk gegen die Bergvölker. 371 v. Chr. übergab dann Iason von Pherai nach Schleifung der Mauern die Stadt den Oitaiern. Weitere wichtige Städte Oitaias waren Trachis, Dryopis und Antikyra.
Die Oitaier waren Gründungsmitglieder des Amphiktyonenbundes und traten später dem korinthischen Bund sowie 280 v. Chr. dem aitolischen Bund bei. Im lamischen Krieg kämpften sie auf Seiten Athens. Zur Zeit seiner größten Ausdehnung war Oitaia in 14 Demen unterteilt. 167 v. Chr. kam das Land frei von den Aitolern und bildete ein eigenes Koinon. Unter Augustus wurde Oitaia mit Phthiotis vereinigt und verlor danach zusehends an Bedeutung.

## Mythologie
Auf dem Berg Oita soll sich Herakles am Scheiterhaufen selbst verbrannt haben; das Grab seiner Gemahlin Deianeira wurde bei Trachis gezeigt.
Ariston, ein Feldherr der Oitaier, verlor seine Gemahlin wegen des Halsbandes der Harmonia an den Tyrannen Phayllos.
Die Oitaier verehrten Herakles als Befreier von einer Heuschreckenplage.